# O que Aconteceria Se...
O que Aconteceria Se... (em inglês é conhecido como What If?), é uma série de histórias em quadrinhos publicadas pela Marvel Comics, cujas histórias exploram a forma como o Universo Marvel poderia ter se desenrolado se certos momentos-chave de sua história não tivessem ocorrido, como fizeram em continuidade de edições principais. Treze volumes já foram publicados, os mais recentes em 2018.

## Descrição
As histórias da série inaugural (1977-1984) apresentam o alienígena  Uatu, o  Vigia; como um  narrador. De sua base na Lua, Uatu observa tanto a Terra como  outras realidades alternativas.
A maioria de histórias começam com Uatu descrevendo um evento no mainstream do Universo Marvel, em seguida, a introdução de um  ponto de divergência nesse evento e, em seguida, descrevendo as consequências da divergência. Uatu foi usado de forma semelhante na segunda série (1989-1998), até um ponto em que, nos quadrinhos do Quarteto Fantástico, Uatu foi punido por destruir outro Vigia. Isso fez com que Uatu fosse retirado da série após edição 76. Sem um dispositivo de enquadramento, as histórias em si tomaram foco.
Algumas séries mais tarde, alguns escritores escolheram introduzir narradores alternativos. Por exemplo, no Volume 3, em O Que Aconteceria se Karen Page tivesse vivido ? e O Que Aconteceria Se Jessica Jones tivesse se juntado aos Vingadores?, o autor Brian Michael Bendis é o narrador. No início da série em 2006, um hacker, cujo  apelido online era "O Vigia", abre cada um dos seis temas.

## Pontos de Divergência

### Ações de Caráter
Alguns pontos de divergência na trama ocorrem quando uma decisão diferente (ou até mesmo oposta) à do enredo original provoca o evento correspondente. A primeira edição da série, O Que Aconteceria Se o Homem-Aranha Tivesse Se Unido ao Quarteto Fantástico?, reimagina a primeira história do título solo do Aranha, no qual ele queria ser parte do Quarteto mas desistiu quando soube que eram uma organização sem fins lucrativos e assim seus problemas financeiros continuariam, para em vez disso se unir e tornar o grupo um Quinteto Fantástico. Outro exemplo é uma 1980 na história do Capitão América, o herói recusa um convite para concorrer à  presidência dos Estados Unidos como candidato de um terceiro partido. No enredo de O Que Aconteceria Se o Capitão América se tornasse presidente? (Edição # 26 de 1980), ele aceita a nomeação e ganha a  eleição presidencial de 1980.

### Histórias Trocadas
A história alternativa às vezes tem eventos de certos personagens acontecendo com outros, geralmente seus coadjuvantes, como Rick Jones virando o Hulk, outros personagens se juntando à Tropa Nova em vez de Richard Rider, e Flash Thompson, Betty Brant e John Jameson sendo picados por uma aranha radioativa.

### Super-Herói ou Vilão
Em alguns pontos das histórias de O Que Aconteceria Se..., quando um personagem da Marvel recebe seus poderes especiais, a personalidade do super-herói é abandonada por uma vida de crime. Por exemplo, na história dominante da Marvel, A Saga da Fênix Negra da série dos  X-Men, Jean Grey; em vez de cometer suicídio, se submete a uma lobotomia que remove seus poderes. Na versão de O Que...; Jean Grey recupera seus poderes e mata os X-Men, incluindo  Scott Summers. O choque deste evento criado pela Fênix Negra causa um  cataclismo galáctico. Outro exemplo ocorre na saga Korvac (Vingadores). Na história principal, Korvac (Michael) tem uma amiga, Corina (a filha de um dos "Anciões do Universo", conhecido como  O Colecionador), que não o apoia completamente, causando-lhe dúvidas. No decorrer da história, Corina oferece apoio incondicional para Korvac que o leva a matar os Vingadores. Korvac revive alguns dos Vingadores para seu próprio corpo. Korvac passa a aniquilar o universo, descrito como a entidade cósmica, Eternidade.

### Personagens Mortos ou Salvos
Personagens principais podem ser (e muitas vezes eram) mortos nas realidades alternativas, como "O Que Aconteceria Se Wolverine Tivesse Matado o Hulk?" ou "O Que Aconteceria Se Mulher Invísivel tivesse morrido dando a luz?". Outra opção comum era impedir certas mortes, como as de Gwen Stacy, Elektra Natchios e Jean Grey.

### Opções Bem Humoradas
Nem todos as histórias eram graves ou trágicas. Por exemplo, na edição # 11, os funcionários originais da Marvel Stan Lee, Jack Kirby, Flo Steinberg e Sol Brodsky recebem os poderes do Quarteto Fantástico.

### Por Que Não?
Algumas questões posteriores continham uma página ou um painel de piadas descartáveis. Por exemplo, a página da carta da questão poderia ser intitulado com a pergunta: "Por que não?". As palavras são falas exasperadas por Uatu. Ele é retratado como um ser oprimido das letras, enquanto no processo precisa receber ainda um outro saco do correio. A piada foi transportada para edições posteriores, com letras das páginas intituladas E Agora?.

## Em outras mídias

### Jogos
- O video game de 2000  Spider-Man continha um caminho escondido dentro do jogo que permitia o "Modo What If?" que contou como a visão de um observador que narra com uma atitude de "what if" oferece para o enredo alternativo um pouco de humor e luz dentro do jogo. Este modo do jogo, quando concluído, também destravava o uso do traje do Capitão Universo para o jogo.

### Televisão
- A série de TV Agents of SHIELD apresenta um arco de história que é vagamente inspirado na série de quadrinhos What If , com o primeiro episódio do arco sendo chamado de "What If ...". O cenário é uma criação virtual, chamada Framework, por Holden Radcliffe e sua assistente de AI, Aida. Neste caso, ele descreve as vidas drasticamente diferentes dos membros da equipe da SHIELD onde Daisy Johnson está namorando uma Grant Ward ainda viva que é membro da SHIELD , Phil Coulson é um professor, a filha de Mack ainda está viva, Jemma Simmons é morta e Leo Fitz e Melinda May estão trabalhando para Hidra , que substituiu a SHIELD.[1]
- Em 2021, a Marvel Studios lançou no Disney+ uma série animada  baseada no título, What If...?, com versões alternativas da histórias contadas nos filmes do Universo Cinematográfico Marvel, contando inclusive com as vozes de muitos dos atores originais.[2][3]Referências

1. ↑  Moore, Trent (22 de fevereiro de 2017). «Exclusive: Jed Whedon talks the 'What if' world on Agents of S.H.I.E.L.D.». Blastr. Syfy. Consultado em 27 de março de 2017
2. ↑  Sciretta, Peter (11 de março de 2019). «Exclusive: Marvel Studios Producing 'What If' TV Series For Disney+». /Film. Consultado em 11 de março de 2019
3. ↑  Hughes, William. «Marvel just released an extremely intriguing cast list for Disney+'s animated What If…?». A.V. Club. Consultado em 21 de julho de 2019